# Mary McDonnell
Mary McDonnell (Wilkes-Barre, 28 d'abril de 1952) és una actriu estatunidenca de cinema i televisió. Coneguda, entre altres títols, per la seva nominació als Premis Oscar en el paper Dempeus amb el puny en alt en Ballant amb llops, i com la Presidenta Laura Roslin en la sèrie Battlestar Galactica.

## Biografia
Mary McDonnell va néixer a Wilkes-Barre Pennsilvània encara que es va traslladar a Ithaca, Nova York per graduar-se a la Universitat de State University of New York a Fredonia. Posteriorment, va estudiar art dramàtic i es va unir a la companyia Long Wharf Theatre Company, amb la qual va estar treballant durant anys. McDonnell es va casar amb Randle Mell, també actor, amb el qual té dos fills, Olivia and Michael, i actualment resideix a Los Angeles.
Va guanyar un Globus d'Or el 1980 pel seu treball en Still life. A Broadway, va realitzar treballs com Execution of lustice, The Heidi chronicles i Summer and smoke.
Després de 21 anys en treballs teatrals i de televisió, McDonnell va realitzar la seva entrada gloriosa el 1990 com una nord-americana adoptada pels sioux, Stands with a fist, en la pel·lícula de Kevin Costner Ballant amb llops. Encara que el paper representava la filla de Graham Greene Mary McDonnell, que llavors tenia 37 anys, tenia dos mesos més que Greene, i dos anys menys que Tantoo Cardinal, l'actriu que interpretava a la seva mare adoptiva. Per rematar-ho, McDonnell va estar extremadament nerviosa en la seva escena de sexe amb Kevin Costner. De tota manera, això no li va impedir aconseguir la nominació als Oscar en la categoria de millor actriu secundària. McDonnell va aconseguir a l'any següent una altra nominació per Passion fish (1992), en aquesta ocasió en la categoria d'actriu principal. Altres papers de McDonnell al cinema han estat Gran Canyó (1991), Sneakers (1992), Independence Day (1996) i Donnie Darko (2001).
En televisió, McDonnell va començar a treballar amb la comèdia de 1980 As the world turns. Posteriorment treballaria en la sitcom I/R, al costat de Elliott Gould i George Clooney. Va ser nominada als Premis Emmy pel seu paper d'Eleanor Carter, la mare de Dr. John Carter interpretat per Noah Wyle en ER. També sèrie la Dra. Virginia Dixon, per tres episodis en Anatomia de Grey el 2008 i 2009.

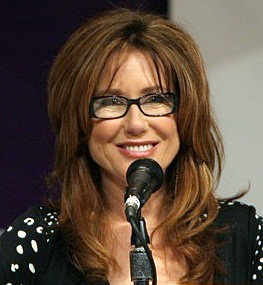
McDonnell al San Diego Comic Con International del 2007

No obstant això, el paper més reconegut és el que ha interpretat en 2003 en la sèrie Battlestar Galactica com Laura Roslin, la president de les 12 colònies.
De 2009 a 2012, McDonnell va tenir un paper recurrent a The Closer com el capità Sharon Raydor, un capità de policia en afers Interns de la Divisió d'Investigació, que sovint xoca amb el personatge de Kyra Sedgwick. McDonnell va rebre una nominació als Emmy com a actriu convidada en una sèrie el 2011.
El personatge de McDonnell és el protagonista en l'spin-off Major Crimes, que es va estenar el 13 d'agost de 2012, després que The Cloed s'emboliqués en la seva última temporada l'estiu de 2012.

## Vida personal
McDonnell està casada amb l'actor Randle Mell, i actualment resideix a Pacific Palisades, Los Angeles, Califòrnia. McDonnell i Mell han tingut dos fills, Michael Mell i Olivia

## Filmografia
- 1984: Buscant a Greta (Grace Talks), de Sidney Lumet.
- 1987: Matewan, de John Sayles.
- 1988: Tiger Warsaw.
- 1990: Ballant amb llops (Danse with Wolves), de Kevin Costner.
- 1991: Grand Canyon, de Lawrence Kasdan.
- 1992: Passion Fish de John Sayles.
- 1992: Sneakers, de Phil Alden Robinson.
- 1994: Blue Xips, de William Friedkin.
- 1996: Independence Day, de Roland Emmerich.
- 1997: 12 Angry Men
- 1997: Woman Undone d'Evelyn Purcell.
- 1998: Evidence of Blood
- 1998: You Can Thank Me Later
- 1999: Mumford, de Lawrence Kasdan.
- 2000: A Father's Choice
- 2000: For All Time, de Steven Schachter.
- 2001: Donnie Darko, de Richard Kelly.
- 2003: Nola, d'Alan Hruska.
- 2004: Crazy like a fox.
- 2004-2009: Battlestar Galactica (Sèrie de Televisió), rol Laura Roslin.
- 2004: Mrs. Harris.
- 2009: Anatomia de Grey (Grey's Anatomy), rol Dra. Virginia Dixon.
- 2009: Killer Hair.
- 2009: Hostile Makeover
- 2009–2012: The Closer (Sèrie de Televisió), rol Sharon Raydor.
- 2010: Scream 4
- 2011: Margin Call
- 2012: Major Crimes (Sèrie de Televisió), rol Sharon Raydor.

## Premis

### Oscar
| Any  | Categoria                           | Pel·lícula        | Resultat |
| ---- | ----------------------------------- | ----------------- | -------- |
| 1991 | Oscar a la millor actriu secundària | Ballant amb llops | Nominada |
| 1992 | Oscar a la millor actriu            | Passion Fish      | Nominada |